# Full Fact
Full Fact是一家英国慈善机构，总部位於英國伦敦，該組織负责查核和纠正新闻报道以及社交媒体上傳播的內容。Full Fact由迈克尔·塞缪尔（Michael Samuel）和威尔·莫伊（Will Moy）于2009年創辦。截至2019年，該機構有18名员工。

## 外部鏈接
- 官方网站